# Speyeria aglaja

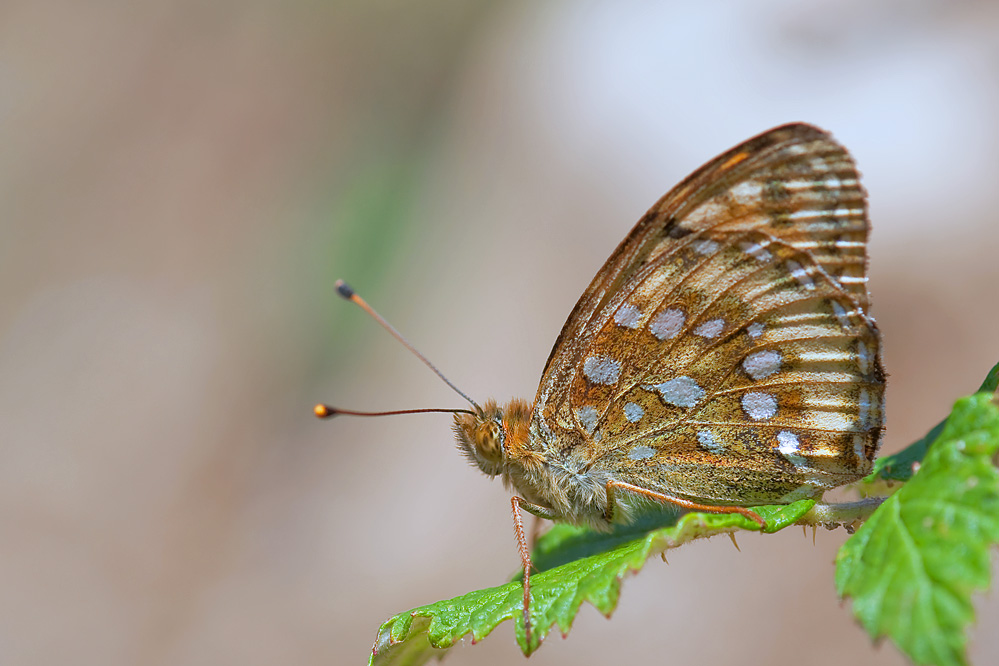
Vista ventral

Speyeria aglaja es una especie de lepidóptero de la familia Nymphalidae.
Distribución geográfica: Europa, Marruecos, Irán, Siberia, China, Corea y Japón.

## Descripción
Es una mariposa de tamaño mediano de color naranja brillante, con sombra de gris-verdoso en la hembra, adornado con hileras de puntos marginales, formando una línea y manchas redondas y una decoración de líneas.

## Hábitat
Gusta de pendientes abiertas, con hierba y con flores, claros de bosques abiertos, prados húmedos, etc.

## Periodo de vuelo e hibernación
Una generación al año entre junio y agosto, según la localidad y la altitud. Hiberna en forma de oruga acabada de nacer.
Las orugas se alimentan de Viola hirta,  Viola tricolor, Viola palustris, Viola verecunda, Viola bicolor.

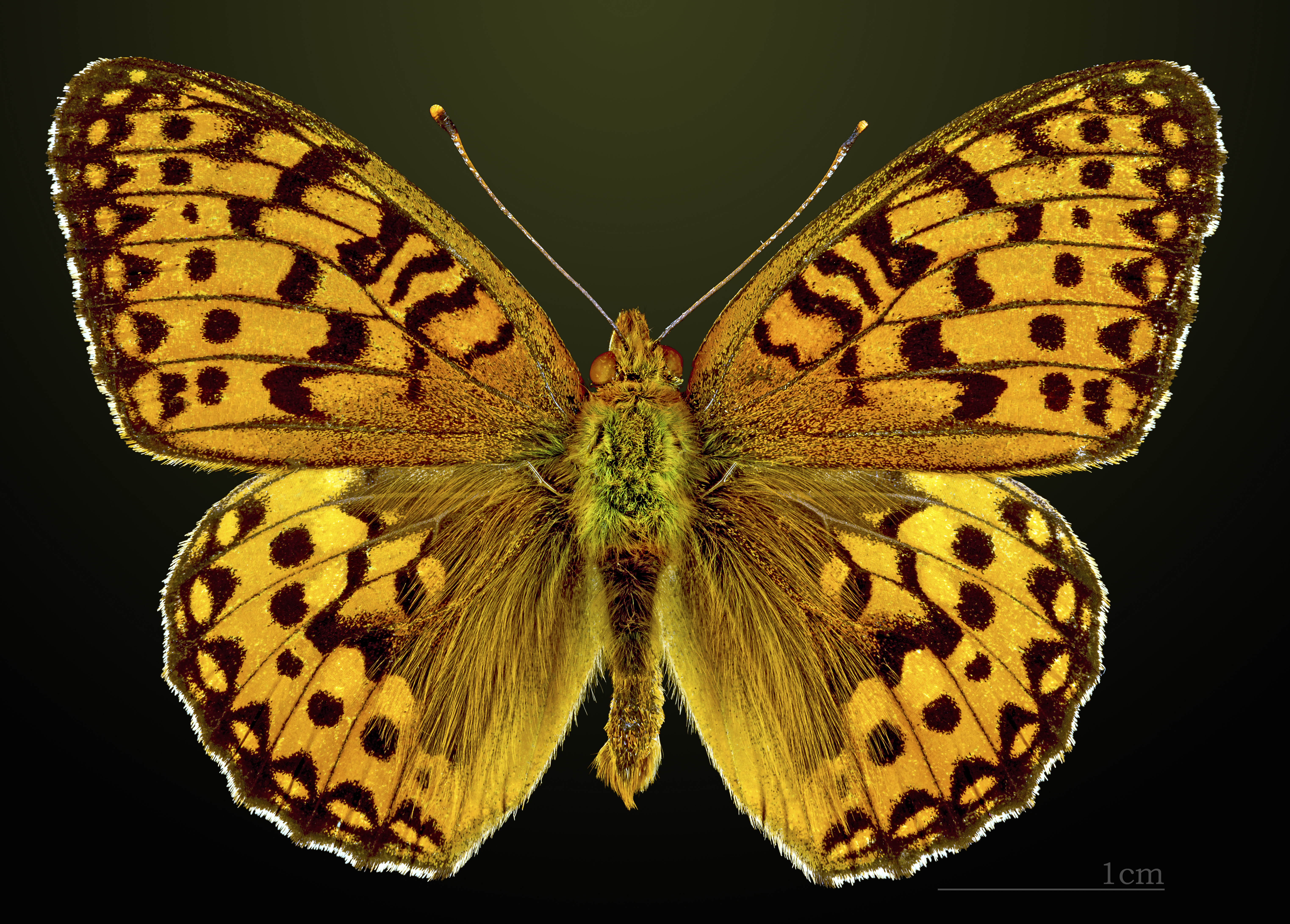
Speyeria aglaja
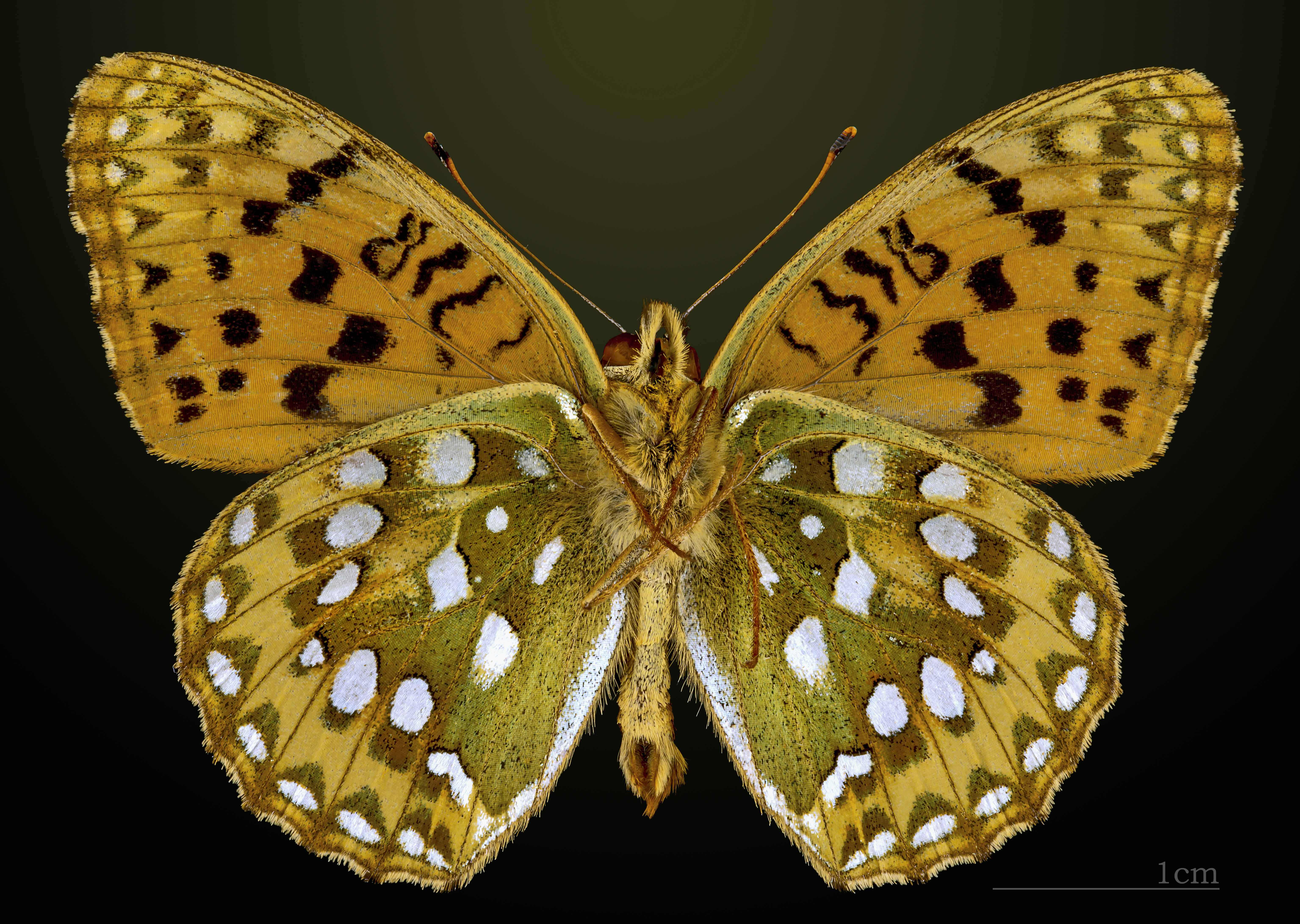
△ Speyeria aglaja

## Subespecies
- Speyeria aglaja aglaja
- Speyeria aglaja bessa (Fruhstorfer, 1907)
- Speyeria aglaja borealis (Strand, 1901) en Siberia.
- Speyeria aglaja clavimacula (Matsumura, 1929)
- Speyeria aglaja excelsior (Rothschild, 1933)  Marruecos.
- Speyeria aglaja gigasvitatha (Verity, 1935)
- Speyeria aglaja kenteana (Stichel, 1901)
- Speyeria aglaja lyauteyi (Oberthür, 1920)  Marruecos.
- Speyeria aglaja matsumurai (Nakahara, 1926)
- Speyeria aglaja ottomana (Röber, 1896) en Armenia.
- Speyeria aglaja tonnai (Matsumura, 1928)
- Speyeria aglaja vitatha (Moore, 1874)